# Верх-Амонаш
Верх-Амонаш — село в Канском районе Красноярского края. Административный центр Верх-Амонашенского сельсовета.

## История
Основано в 1891 г. В 1926 году состояло из 401 хозяйств, основное население — украинцы. Центр Верх-Амонашенского сельсовета Амонашевского района Канского округа Сибирского края.

## Население
| 1926 | 2010 |
| ---- | ---- |
| 2057 | ↘768 |